# Todd Sand
Todd Sand (30 ottobre 1963) è un ex pattinatore artistico su ghiaccio statunitense, specializzato nel pattinaggio artistico su ghiaccio a coppie.

## Palmarès

### In coppia per gli Stati Uniti
Con Jenni Meno 
| Internazionali                                                                      | Internazionali | Internazionali | Internazionali | Internazionali | Internazionali | Internazionali |
| Evento                                                                              | 1992–93        | 1993–94        | 1994–95        | 1995–96        | 1996–97        | 1997–98        |
| ----------------------------------------------------------------------------------- | -------------- | -------------- | -------------- | -------------- | -------------- | -------------- |
| Giochi olimpici invernali                                                           |                | 5°             |                |                |                | 8°             |
| Campionati mondiali                                                                 | 5°             | 6°             | 3°             | 3°             | 5°             | 2°             |
| CS Finale                                                                           |                |                |                | 4°             | R              |                |
| CS Lalique                                                                          |                | 3°             |                | 3°             | 2°             |                |
| CS NHK Trophy                                                                       |                |                | 5°             |                | 1°             | 2°             |
| CS Skate America                                                                    |                |                |                | 2°             |                |                |
| Prague Skate                                                                        | 1°             |                |                |                |                |                |
| Nazionali                                                                           |                |                |                |                |                |                |
| Campionati statunitensi                                                             | 2°             | 1°             | 1°             | 1°             | 2°             | R              |
| CS = Champions Series dal 1995–1996 (in seguito rinominati Grand Prix) R = Ritirati |                |                |                |                |                |                |

 Con Natasha Kuchiki 
| Internazionali            | Internazionali | Internazionali | Internazionali |
| Evento                    | 1989–90        | 1990–91        | 1991–92        |
| ------------------------- | -------------- | -------------- | -------------- |
| Giochi olimpici invernali |                |                | 6*             |
| Campionati mondiali       | 11°            | 3°             | 8°             |
| Skate America             |                | 4°             | 6°             |
| NHK Trophy                |                | 5°             |                |
| Skate Canada              | 5°             |                |                |
| Nazionali                 |                |                |                |
| Campionati statunitensi   | 2°             | 1°             | 3°             |

 Con Lori Blasko 
| Internazionali          | Internazionali | Internazionali | Internazionali | Internazionali |
| Evento                  | 1984-1985      | 1985–1986      | 1986–1987      | 1987–1988      |
| ----------------------- | -------------- | -------------- | -------------- | -------------- |
| Skate America           |                |                | 6°             |                |
| Prague Skate            |                | 1°             |                |                |
| Nazionali               |                |                |                |                |
| Campionati statunitensi | 3° J           | 7°             |                | 8°             |

### Individuale maschile per la Danimarca
| Internazionali       | Internazionali | Internazionali | Internazionali |
| Evento               | 1981           | 1982           | 1983           |
| -------------------- | -------------- | -------------- | -------------- |
| Campionati mondiali  | 19°            | 22°            |                |
| Campionati europei   |                | 19°            | 19°            |
| Nordic Championships | 2°             | 2°             |                |
| Nazionali            |                |                |                |
| Campionati danesi    |                | 1°             | 1°             |